# Daewoo Espero
Daewoo Espero este o limuzină de clasă medie produsă de constructorul sud-coreean Daewoo Motors. Modelul a fost conceput la începutul anilor 90, fiind fabricat până în 1997 în Coreea și până în 1998 în Polonia și România. Designul a fost conceput de firma italiană Bertone, iar partea tehnică a fost preluată de la General Motors, respectiv de la Opel Ascona, ce folosește o platformă de tip J (J platform, sau J-body). Aceasta e întâlnită și la alte autoturisme din cadrul General Motors precum: Chevrolet Cavalier (1982-2005), Pontiac Sunbird (1985–1994), Pontiac Sunfire (1995–2005), Vauxhall Cavalier MkII (1982–1988), Buick Skyhawk (1982–1989). Toate aceste autovehicule au litera „J” pe poziția a patra în numărul de identificare ca dovadă a utilizării acestei platforme. Un design asemănător, creat tot de Bertone, este întâlnit la Citroën Xantia.
Opțiunile de motorizare sunt exclusiv pe benzină, beneficiind de tehnologia de injecție multipunct, cu posibilitatea de a alege între propulsoare de 1500cc3 și 90 de cai putere, 1800cc3 cu 90 sau 95 de cai putere (cu catalizator/fără catalizator) și 2000cc3 cu 105 cai putere.
Espero a beneficiat de o dotare completă, specifică limuzinelor de clasă medie, cum ar fi ABS, dublu airbag, aer condiționat, accesorii controlate electric (geamuri, oglinzi, capacul portbagajului, capacul bușonului de la rezervor etc.). Modelul a fost produs într-o singură formă de caroserie, de tip sedan.
Producția sa a fost oprită în anul 1997, locul lui fiind luat de modelul Daewoo Leganza.

## Galerie foto

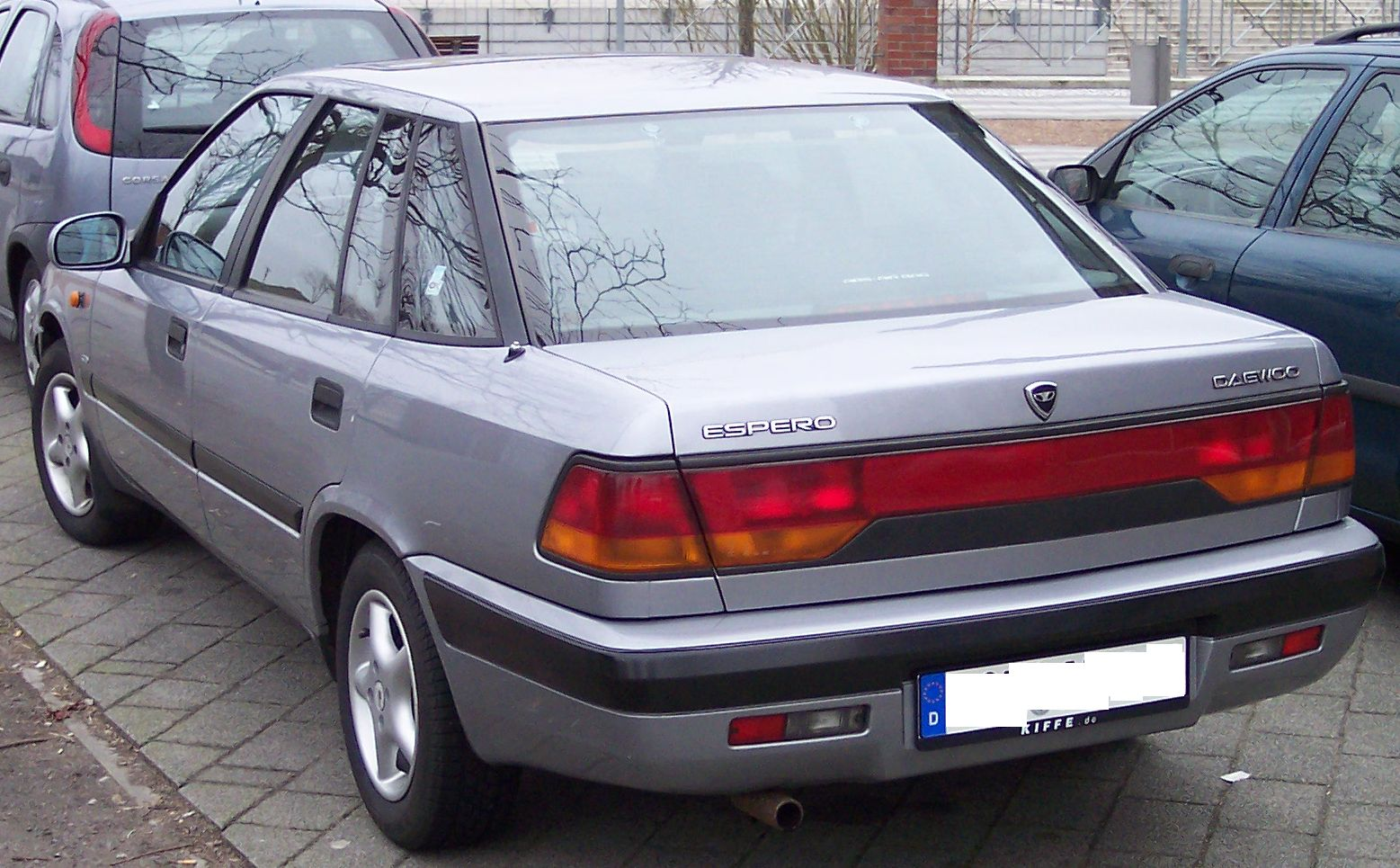
Daewoo Espero